# Image (Kilolo)
Image ist ein Verwaltungsbezirk (englisch Ward) des Distrikts Kilolo in der tansanischen Region Iringa.

## Geografie
Image liegt auf einer Hochfläche in den Udzungwa-Bergen in rund 1500 Meter Seehöhe etwa 50 Kilometer Luftlinie nordöstlich der Regionshauptstadt Iringa. Der Bezirk grenzt im Norden an Ibumu, im Osten an Mahenge, im Süden an Ilula und im Westen an Uhambingeto. Bei der Volkszählung 2022 lebten 10.857 Menschen in 2931 Haushalten auf einer Fläche von 157 Quadratkilometern.

## Gliederung
Der Bezirk besteht aus fünf Gemeinden (swahili Mtaa) mit 21 Orten (Kitongoji):
| Image Na. 8 - Kichangani - Matambo - Kidika - Lutegeke | Lyasa - Lyasa A - Lyasa B - Msasamu - Msale | Ilawa - Masapila - Zahanati - Madizini - Ilawa - Ilawa Kati | Uhominyi - Itungi - Uhominyi - Makalala | Iyai - Itungi - Igunda - Igologolo - Ihongolo - Kilangali |

## Bildung
Im Bezirk liegen zwei weiterführende Schulen. Die Ngangwe Secondary School und die Selebu Secondary School sind beides staatliche Schulen für Tages- und Internatsschüler mit einer Ausbildung bis zur 4. Stufe.